# Rovišće
Rovišće (maďarsky Rojcsa, česky Roviště) je vesnice a správní středisko stejnojmenné opčiny v Chorvatsku v Bjelovarsko-bilogorské župě. Nachází se asi 10 km severozápadně od Bjelovaru. V roce 2011 žilo v Rovišći 1 196 obyvatel, v celé opčině pak 4 822 obyvatel. Ačkoliv je střediskem opčiny Rovišće, jejím největším sídlem je Predavac, přičemž Rovišće je až druhou největší vesnicí.
Součástí opčiny je celkem dvanáct trvale obydlených vesnic. Do roku 2001 byly součástí opčiny i osady Dijebala a Marići, které se staly součástí Predavace.
- Domankuš – 258 obyvatel
- Gornje Rovišće – 95 obyvatel
- Kakinac – 78 obyvatel
- Kovačevac – 176 obyvatel
- Kraljevac – 402 obyvatel
- Lipovčani – 69 obyvatel
- Podgorci – 444 obyvatel
- Predavac – 1 254 obyvatel
- Prekobrdo – 113 obyvatel
- Rovišće – 1 196 obyvatel
- Tuk – 354 obyvatel
- Žabjak – 383 obyvatel

Opčinou prochází státní silnice D28 a župní silnice Ž2143, Ž3003, Ž3020, Ž3021, Ž3022, Ž3300.